# Gunnae-myeon, Jindo-gun
Gunnae-myeon (koreanska: 군내면)är en socken i kommunen Jindo-gun i provinsen Södra Jeolla i den sydvästra delen av Sydkorea, 345 km söder om huvudstaden Seoul. Den ligger på norra delen av ön Jindo.